# Митридатисса
Митридатисса (? — 63 год до н. э., Пантикапей) — понтийская царевна, дочь Митридата VI.

## Биография
Митридатисса была одной из дочерей Митридата VI; её матерью была неизвестная наложница. Она была просватана за царя Египта Птолемея XII.
В 63 году до н. э. во время мятежа и заговора войск в пользу царевича Фарнака, который был провозглашён царём, вместе с отцом и младшей сестрой Нисой, Митридатисса находилась во дворце в Пантикапее. 
Митридатисса умерла вместе с сестрой Нисой от яда, который она приняла, получив его от отца. Митридат тоже принял яд, но тот на него не подействовал из-за иммунитета к ядам, тогда он приказал убить себя телохранителю Битоиту, который выполнил его приказ.